# Heimweh, die Gitarre und das Meer
Heimweh, die Gitarre und das Meer ist das 47. Studioalbum des österreichischen Schlagersängers Freddy Quinn, das 1991 im Musiklabel Pilz auf Compact Disc (Nummer: 44 1046-2) erschien. Das Album konnte sich nicht in den deutschen Albumcharts platzieren. Singleauskopplungen wurden keine produziert. Alle Lieder waren zuvor bereits von Quinn veröffentlicht worden.

## Titelliste
Das Album beinhaltet folgende 16 Titel:
- Seite 1

1. Heimweh
2. Heimatlos
3. Die Gitarre und das Meer
4. Unter fremden Sternen
5. Melodie der Nacht
6. La Guitarra Brasiliana
7. Hamburger Veermaster
8. La Paloma
9. Junge, komm bald wieder
10. Aloha ʻOe
11. Vergangen, vergessen, vorüber
12. Hundert Mann und ein Befehl
13. Du musst alles vergessen
14. Der Junge von St. Pauli
15. Heut’ geht’s an Bord
16. Irgendwann gibt’s ein Wiedersehn